# Бейшебеков, Азат Аманбекович
Азат Аманбекович Бейшебеков (р. 28 октября 1986) — кыргызский борец греко-римского стиля и тренер, мастер спорта международного класса, заслуженный тренер Кыргызской Республики.

## Биография
Родился 28 октября 1986 года в Кыргызской Республике, в Ленинпольском районе Таласской области. По национальности кыргыз.
В 1993 году поступил в 1 класс средней школы № 3 имени Баратбая Жунусова. Проучился до 2000 года, после чего для продолжения образования поступил в Республиканское училище олимпийского резерва имени Ш. Сыдыкова в городе Бишкек, где учился с 2000 по 2007 год. В данном учреждении получил аттестат о среднем образовании и в дальнейшем диплом о среднем образовании по специальности «Физическая культура», квалификацию «учитель физической культуры и спорта».
В 2006 году поступил в Кыргызский государственный технический университет имени И. Раззакова. В 2011 году получил диплом о высшем образовании энергетического факультета по специальности «Безопасность технологических процессов и производств».
Затем, в 2019 году поступил в Кыргызскую государственную академию физической культуры и спорта, которую окончил в 2022 году получил диплом о высшем образовании тренерского факультета, по специальности «Тренер по греко — римской борьбе».
С 2019 по настоящее время работает тренером по греко-римской борьбе в Республиканском спортивном колледже им. Ш. Сыдыкова г. Бишкек.

## Спортивная карьера
Интерес к спорту у Азата начался, когда он ещё был ребёнком. Его отец Аманбек был первым тренером Азата.
Начав побеждать в локальных национальных турнирах, Азат начал выезжать за пределы Кыргызской Республики, где стал побеждать на престижных соревнованиях.
С 2009 года по 2018 год становился 10лет подряд победителем чемпионата Кыргызской Республики среди взрослых по греко-римской борьбе
Стал бронзовым призёром Чемпионата Азии в 2018 году, проходившем в Бишкеке.
За свою карьеру спортсмена Азат Бейшебеков добился немалых высот:
| Дата          | Соревнование                                  | Весовая категория | Страна                 | Место (ранг) |
| ------------- | --------------------------------------------- | ----------------- | ---------------------- | ------------ |
| 05-08-2004 г. | Чемпионат Азии среди кадетов                  | 76.0              | Бишкек (Кыргызстан)    | 6            |
| 04-07-2008 г. | Чемпионат Азии среди молодежи                 | 84.0              | Доха (Катар)           | 3            |
| 02-05-2009 г. | Чемпионат Азии среди взрослых                 | 84.0              | Патая (Таиланд)        | 5            |
| 04-03-2011 г. | Турнир «Кубок Ядегара Эмама»                  | 84.0              | Иран                   | 5            |
| 19-05-2011 г. | Чемпионат Азии среди взрослых                 | 84.0              | Ташкент (Узбекистан)   | 5            |
| 05-08-2011 г. | Турнир «Кубок Владислава Пытласинского»       | 84.0              | Польша                 | 18           |
| 16-02-2012 г. | Чемпионат Азии среди взрослых                 | 84.0              | Гуми (Корея)           | 12           |
| 16-11-2012 г. | Турнир «Кубок президента Казахстана»          | 84.0              | Астана (Казахстан)     | 10           |
| 23-02-2013 г. | Турнир «Голден гран- при»                     | 84.0              | Азербайджан            | 12           |
| 18-04-2013 г. | Чемпионат Азии среди взрослых                 | 84.0              | Нью-Дели (Индия)       | 3            |
| 20-09-2013.   | Чемпионат Мира среди взрослых                 | 84.0              | Будапешт (Венгрия)     | 24           |
| 22-11-2013 г. | Турнир «Голден гран- при»                     | 84.0              | Азербайджан            | 8            |
| 11-12-2013 г. | Турнир «Кубок президента Казахстана»          | 84.0              | Астана (Казахстан)     | 8            |
| 01-02-2014 г. | Турнир «Вехби Эмре»                           | 85.0              | Стамбул (Турция)       | 13           |
| 14-03-2014 г. | Турнир международный «Любомир Иванович Гедза» | 85.0              | Сербия                 | 3            |
| 23-04-2014 г. | Чемпионат Азии среди взрослых                 | 85.0              | Астана (Казахстан)     | 5            |
| 19-09-2014 г. | Взрослый чемпионат Азиатский игр              | 85.0              | Инчон (Корея)          | 5            |
| 05-03-2015 г. | Турнир «Гран-при FILA»                        | 85.0              |                        | 31           |
| 04-04-2015 г. | Турнир «Вехби Эмре и Хамита Каплана»          | 85.0              | Стамбул (Турция)       | 12           |
| 08-10-2016 г. | Турнир «Гран- при мемориал Болат Турлыханов»  | 85.0              | Семей (Казахстан)      | 2            |
| 24-11-2016 г. | Турнир «Голден гран- при»                     | 85.0              | Баку (Азербайджан)     | 10           |
| 04-03-2017 г. | Турнир «Вехби Эмре и Хамита Каплана»          | 85.0              | Стамбул (Турция)       | 9            |
| 07-04-2017 г. | Турнир «Гран -при Дан Колов — Николай Петров» | 85.0              | Больгария              | 2            |
| 17-05-2017 г. | Взрослый игры Исламской солидарности          | 85.0              | Баку (Азербайджан)     | 5            |
| 08-07-2017 г. | Кубок Владислава Пытласинского                | 85.0              | Польша                 | 21           |
| 21-08-2017 г. | Чемпионат Мира среди взрослых                 | 85.0              | Париж (Франция)        | 12           |
| 25-09-2017 г. | Закрытый Азиатский игр                        | 85.0              | Ашхабад (Туркменистан) | 5            |
| 27-02-2018 г. | Чемпионат Азии среди взрослых                 | 85.0              | Бишкек (Кыргызстан)    | 3            |

С 2019 года по настоящее время Азат Бейшебеков работает тренером по греко-римской борьбе в Республиканском спортивном колледже им. Ш.Сыдыкова г. Бишкек. Также он является тренером в группе спортивного совершенствования. Всем своим ученикам старается давать хорошие знания, хорошее воспитание в сфере спорта, а также участвует в формировании их как сильных спортсменов и помогает добиваться им высоких результатов.